# اچ‌دی ۱۴۹۹۸۹
اچ‌دی ۱۴۹۹۸۹ یک ستاره است که در صورت فلکی آتشدان قرار دارد.